# Stefania Broniewska
Stefania Broniewska z domu Gerlicz, pseudonim Bogucka, Kowalska (ur. 24 kwietnia 1901 w Stojeszynie, powiecie janowskim, zm. 15 października 1966 w Podkowie Leśnej) – żołnierz wyklęty, łączniczka Narodowych Sił Zbrojnych, sanitariuszka podczas powstania warszawskiego, żona Zygmunta Broniewskiego, weterana I wojny światowej, a także wojny polsko-bolszewickiej, generała brygady i ostatniego Komendanta Głównego Narodowych Sił Zbrojnych. 

## Rodzina

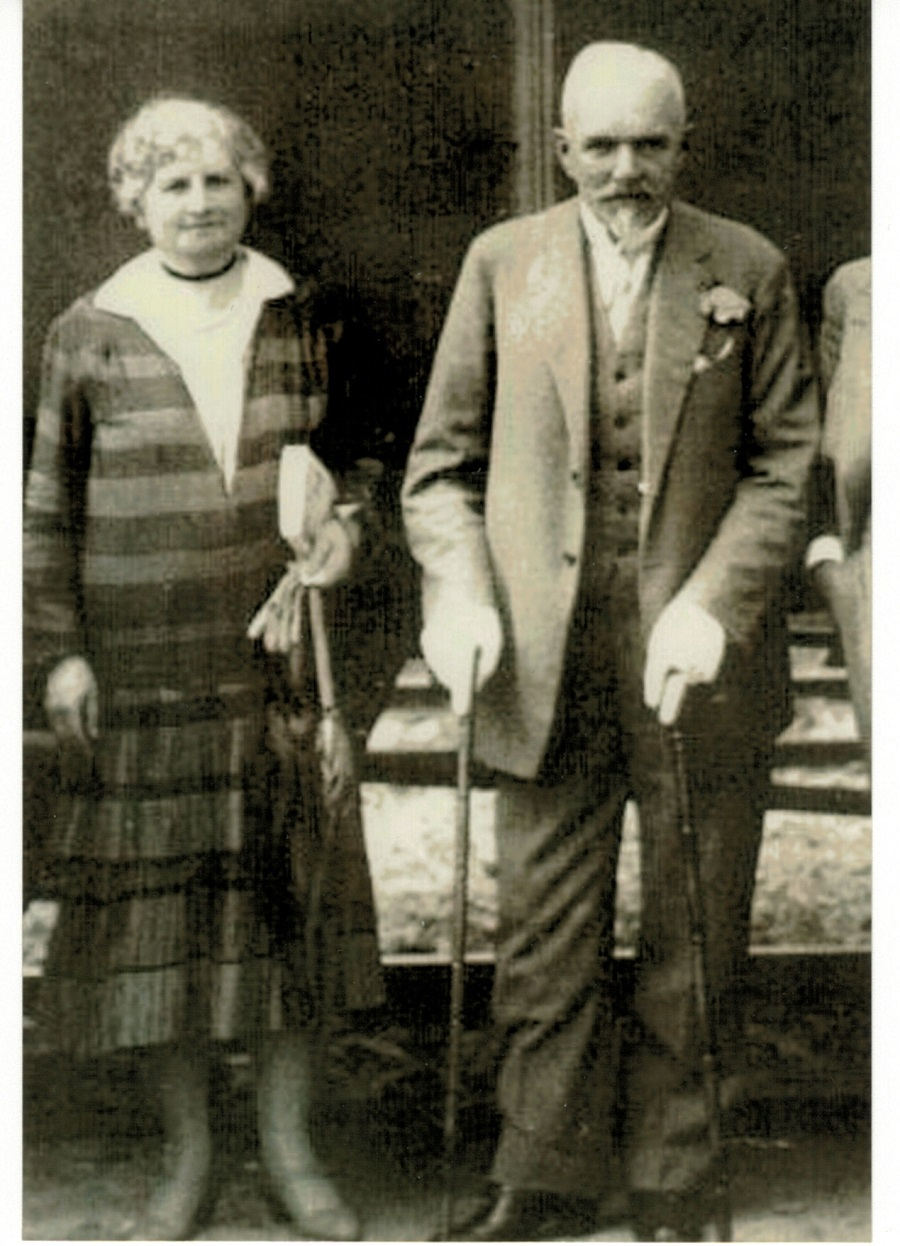
Róża i Aleksander Gerliczowie - rodzice Stefanii Broniewskiej

Córka Aleksandra Henryka Gerlicza herbu Lis z Odmianą i jego żony Róży z domu Łempickiej herbu Junosza. Stefania wyszła za mąż za Zygmunta Broniewskiego herbu Tarnawa, późniejszego ostatniego Komendanta Głównego Narodowych Sił Zbrojnych. Co ciekawe starsza siostra Stefanii – Zofia – wyszła za mąż za młodszego brata Zygmunta – Mieczysława Broniewskiego. Aleksander i Róża Gerliczowie posiadali jeszcze jedną córkę Różę, która wyszła za mąż za Ludwika Pleszczyńskiego (posła na sejm 1938–1939) oraz trzech synów: Aleksandra, Jana i Seweryna.

## Młodość

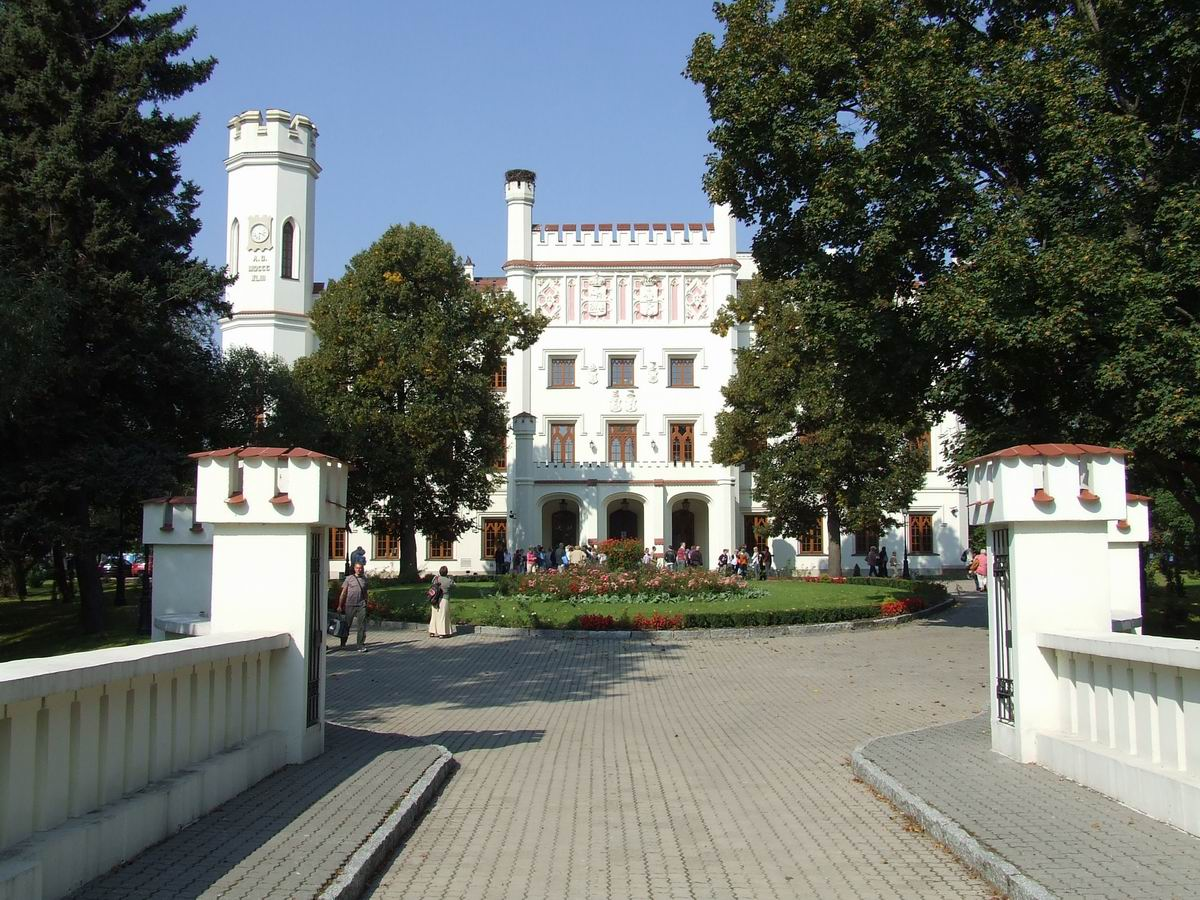
Pałac Gerliczów w Starej Wsi

Kiedy miała kilka lat, rodzice kupili majątek i pałac Stara Wieś koło Węgrowa (był to dawny majątek Golitzynów). Jednak w 1912 roku sprzedali tę nieruchomość i przenieśli się w Lubelskie. Zakupili tam majątek Palikije koło Wojciechowa. Stefania zdała maturę na pensji Pani Plater w Warszawie. 
Na początku 1922 roku poślubiła Zygmunta Broniewskiego. Byli zgodnym i kochającym się małżeństwem, jednak mimo starań nie mieli dzieci. Bracia Zygmunt i Mieczysław Broniewscy byli właścicielami zasobnego ponad 2000-hektarowego majątku Garbów, który posiadał cukrownię, gorzelnię, cegielnię oraz stawy rybne. Zygmunt zarządzał całością, a Stefania pomagała mu z dużym talentem. Niemal codziennie jeździła konno. Jej niegroźnym, choć kosztownym hobby, było hodowanie koni wyścigowych.

## II wojna światowa

### Narodowe Siły Zbrojne

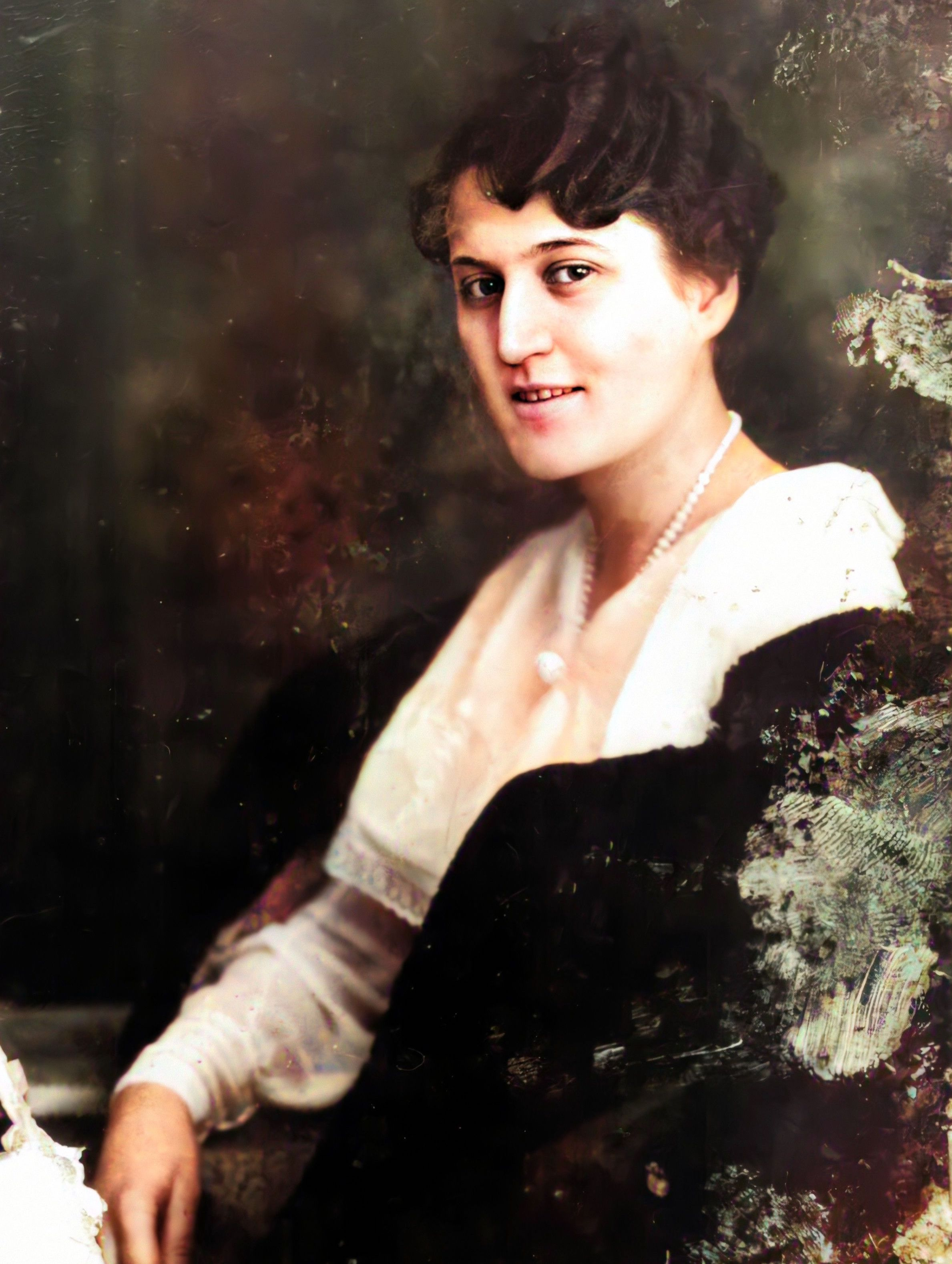
Stefania Broniewska

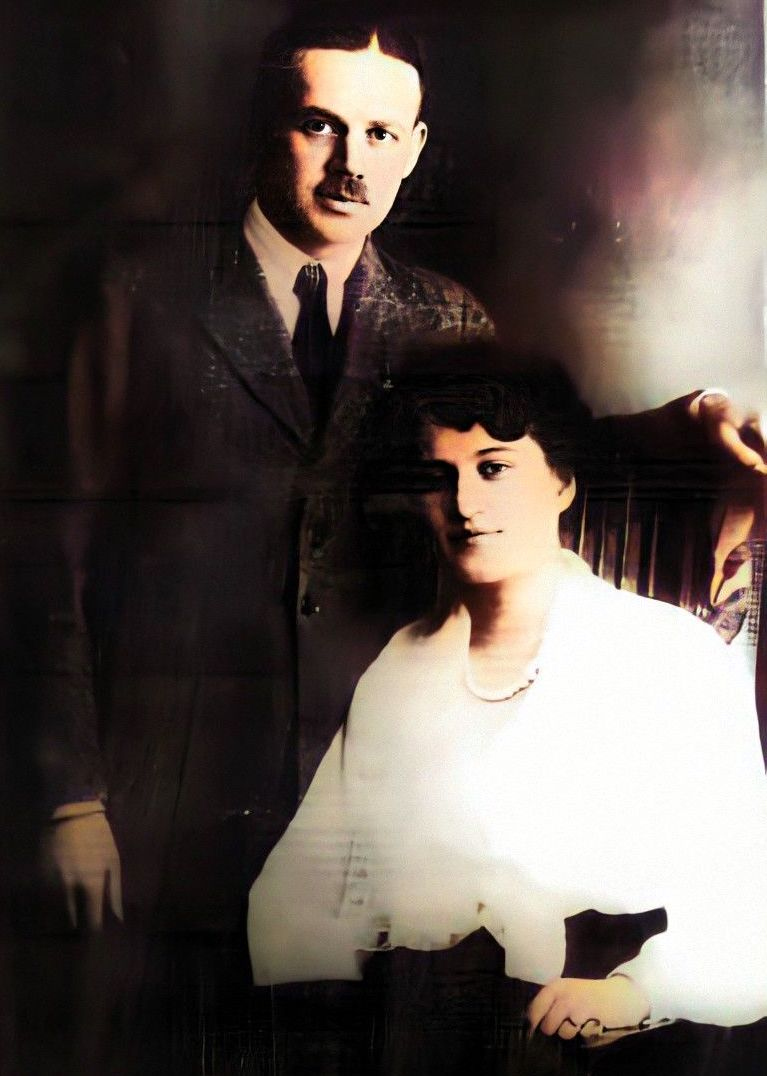
Stefania i Zygmunt Broniewscy

Wybuch II wojny światowej zastał ją w Garbowie. Tam spędziła większą część okupacji. Broniewscy od samego początku zaangażowali się w działalność konspiracyjną. Przekazywali duże sumy pieniędzy na rzecz organizacji podziemnych: Armii Krajowej, a następnie Narodowych Sił Zbrojnych. Stefania Broniewska była członkiem NSZ od samego początku jego istnienia. Pełniła rolę łączniczki. Ze względów bezpieczeństwa jeszcze w 1942 r. jej mąż Zygmunt Broniewski wystarał się dla siebie i Stefanii o fałszywe dokumenty na nazwiska: Kowalscy, a następnie Boguccy, co stało się jednym z zarzutów stawianych Stefanii Broniewskiej w czasie późniejszego procesu prowadzonego przez UB. 

### Bronienie dworu w Garbowie przed napadem

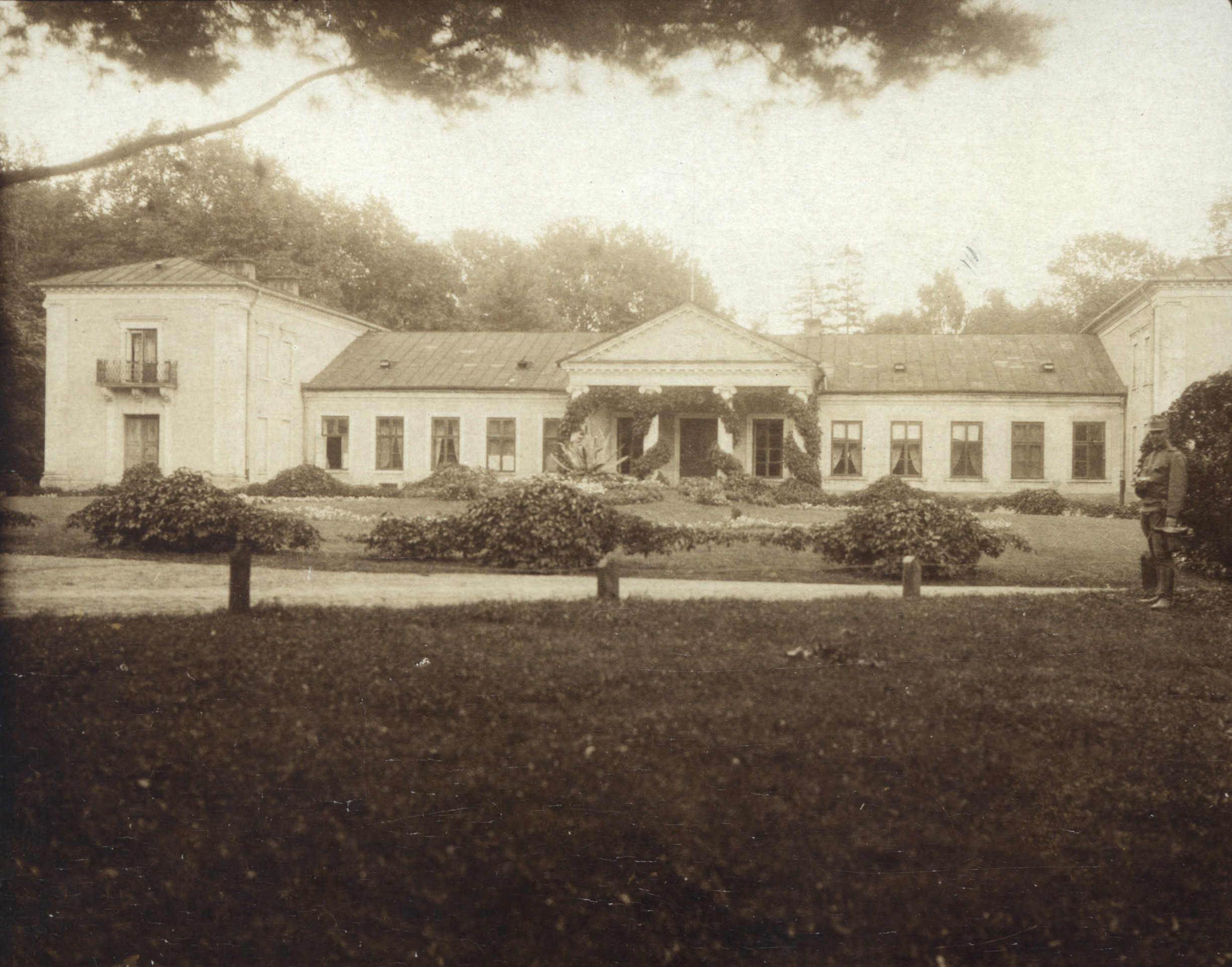
Dwór Broniewskich w Garbowie

W styczniową noc 1944 roku dwór w Garbowie został napadnięty przez 30-osobową bandę rabusiów, składającą się w dużej części z radzieckich partyzantów. Ta sama banda napadła i spaliła wcześniej dwór Łabędzkich w Ługowie, dwór Studnickich w Leścach i Dom Zarządu Gminnego w Garbowie. W chwili napadu nie było Zygmunta Broniewskiego ani żadnego z polskich oddziałów partyzanckich. Stefania Broniewska zorganizowała obronę wraz z rezydującymi w dworze rtm. Kazimierzem Stawińskim, bratem Aleksandrem Gerliczem i lokajem Karolem Adamczykiem. Dwóch napastników zostało postrzelonych z broni myśliwskiej: jeden śmiertelnie, drugi ciężko ranny. Spowodowało to ucieczkę pozostałych bandytów. Przybyła rano policja niemiecka stwierdziła, że zastrzelony mężczyzna miał przy sobie znaczek z sierpem i młotem. Stefania wzięła całą winę na siebie, twierdząc w dochodzeniu prowadzonym najpierw przez Granatową Policję, a potem przez UB, że w chwili napadu była sama we dworze i tylko ona strzelała do rabusiów. Argumentowała to, że przy dużym mrozie zdarzają się rykoszety i może być prawie jednocześnie ranny z frontowego wejścia i zabity przy drzwiach kuchennych z boku domu. 

### Powstanie warszawskie
W połowie lipca 1944 roku w związku ze zbliżaniem się frontu, z obawy przed brutalnością nowych okupantów wyjechała do Warszawy. Tu zastał ją początek powstania warszawskiego. Mimo że narodowcy byli przeciwni jego wybuchowi, oddziały Narodowych Sił Zbrojnych, które były w stolicy, przystąpiły do walki. Stefania Broniewska zgłosiła się do nich jako sanitariuszka. W czasie walk dawała dowody niezwykłego bohaterstwa, ratując rannych nieraz z narażeniem własnego życia. Po upadku powstania miała być wraz z transportem wywieziona w kierunku Prus. Jednak na rogatkach Warszawy, w Ursusie, wyskoczyła z jadącego pociągu i uciekła.

### Dalsza praca konspiracyjna w ramach NSZ
Męża Zygmunta Broniewskiego odnalazła w Krakowie. Od jesieni 1944 roku, w związku z objęciem przez niego funkcji Komendanta Głównego NSZ, towarzyszyła mu zarówno podczas ukrywania się w Łodzi, jak i w wizytowaniu obozów i zgrupowań oddziałów zimą 1944/45 r. W jednym z leśnych obozowisk spędzili razem Wigilię w 1944 roku. Natomiast późną wiosną 1945 roku Zygmunt Broniewski podjął decyzję o wyjeździe do ośrodków polskich na emigracji, w celu uzyskania instrukcji co do dalszego prowadzenia pracy konspiracyjnej oraz zapoznania się osobiście z sytuacją międzynarodową Polski. Stefania Broniewska podjęła się zadania sprawdzenia i przetestowania szlaku nielegalnej przyszłej podróży męża Zygmunta Broniewskiego na Zachód. W pierwszej połowie lipca 1945 r. wyjechała do Budapesztu. Przez miesiąc bezskutecznie starała się uzyskać papiery uprawniające ją do wyjazdu na teren okupacyjnej strefy anglosaskiej. Cała podróż była niesłychanie ryzykowna, ale zakończyła się udanym powrotem do kraju. Prawdopodobnie tą właśnie trasą generał „Bogucki” opuścił Polskę. Jego pobyt za granicą miał trwać krótko. Jednak w końcu października 1945 roku, po fali aresztowań w kraju, powrót stał się zbyt ryzykowny. Stefania otrzymała wiadomość, że mąż prosi o jej przyjazd do Paryża. 

## Aresztowanie w 1945 roku, procesy, pobyt w więzieniach

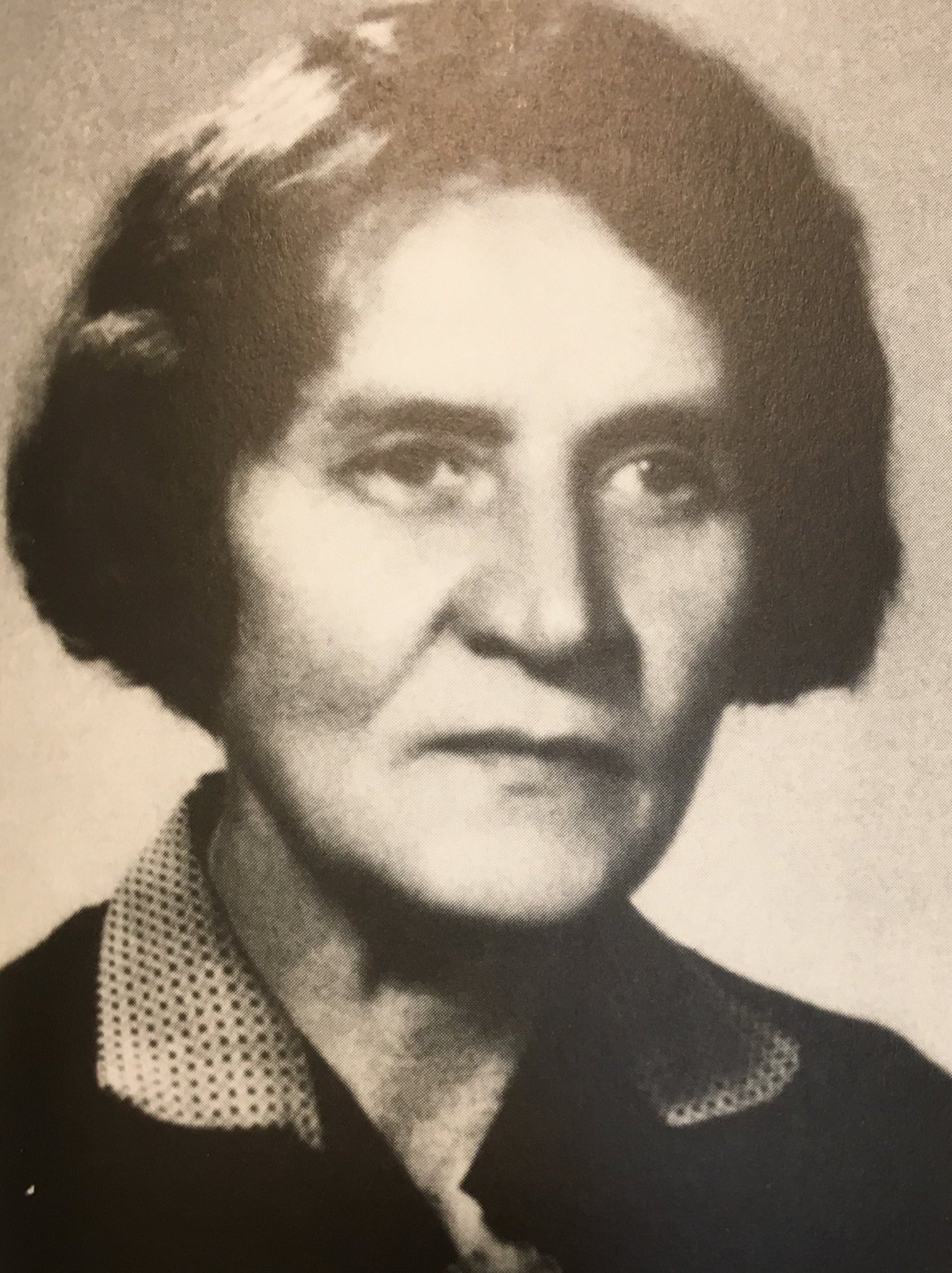
Stefania Broniewska

### Aresztowanie
Stefania Broniewska próbowała wydostać się z kraju jedną z „dróg przerzutowych” rozpoczynających się w Katowicach. Przy pomocy łapówek już wcześniej ewakuowano zagrożonych ludzi z transportami obywateli rumuńskich (głównie Cyganów) lub Żydów opuszczających Polskę. Uzyskała kartę przejazdu przez granicę i obietnicę dopisania do listy repatriantów jadących w zaplombowanych wagonach. Jednak na granicy polsko-czechosłowackiej okazało się, że karta jest nieważna i skonfiskowały ją władze czeskie. Zmuszona była wrócić do Katowic, gdzie zatrzymano ją 7 listopada 1945 r. Aresztowano ją następnego dnia. Prawdopodobnie Służba Bezpieczeństwa była już wcześniej na jej tropie.

### Przesłuchania
W listopadzie 1945 roku Stefania Broniewska trafiła do więzienia na warszawskim Mokotowie. Powód oskarżenia: przynależność do NSZ. Śledztwo trwało do czerwca 1946 roku. W toku przesłuchań Stefania Broniewska nie ujawniła żadnych osób, pseudonimów ani kontaktów. Na pytania szczegółowe odpowiadała, że nie może nikogo obciążać swoimi zeznaniami, a władze obecne uważa za nielegalne. Indagowana na temat stosunku do obecnego ustroju państwa polskiego i Związku Radzieckiego odpowiedziała, że zmieniła się tylko okupacja z niemieckiej na radziecką. Mimo że o jej udziale w pracy NSZ, szczególnie w okresie krakowskim (po powstaniu warszawskim) i w Łodzi opowiadali szeroko w śledztwie inni oskarżeni, nie załamała się, nie „sypała”. Zniosła dzielnie wszystkie konfrontacje, które z reguły załamywały nawet doświadczonych wojskowych. Do katującego ją ubeka powtarzała: "Nie jesteś godzien ze mną rozmawiać".

### Pierwszy proces i pobyt w więzieniu
Sprawa jej została włączona do procesu zbiorowego, nazwanego od nazwiska głównego oskarżonego „Michał Pobocha i towarzysze”. 
W lipcu 1946 r. sporządzono postanowienie o pociągnięciu jej do odpowiedzialności karnej z art. Dekretu o Ochronie Państwa z dn. 30.10.1944 r. Stanowiło ono, że:
1. Broniewska Stefania w okresie od stycznia 1945 do dnia zatrzymania tj. listopada 1945 na terenie Polski brała czynny udział w nielegalnym związku NSZ mającym na celu obalenie ustroju demokratycznego Państwa Polskiego (...)
2. W styczniu 1944 r. w Garbowie dokonała morderstwa na dwóch żołnierzach Armii Czerwonej, będących w partyzantce sowieckiej na terenie Polski i zabijając jednego, a drugiego ciężko raniąc.
3. W okresie od końca stycznia 1945 r. do 7 listopada 1945 r. na terenie Polski posługiwała się fałszywymi dokumentami na zmyślone nazwisko Kowalska jako autentycznymi.

Stefania Broniewska odmówiła podpisania tak sformułowanego postanowienia. Prawie żadne zawarte w nim informacje nie pochodziły bowiem z jej zeznań. Akt oskarżenia został sporządzony 3 sierpnia 1946 r. i powtarzał wszystkie punkty zawarte w postanowieniu. Akty oskarżenia wszystkich osób występujących w tej sprawie zostały zatwierdzone dnia 11 października 1946 r. przez ppłka Różańskiego i rozpoczęły się przygotowania do jednego z większych procesów pokazowych. Brało w nim udział 13 oskarżonych i 31 świadków w większości już więźniów Mokotowa w Warszawie. Rozprawa rozpoczęła się przed Wojskowym Sądem Rejonowym w Warszawie 23 listopada 1946 roku. Na życzenie oskarżonych każdy zeznawać miał osobno. Kilka dni wcześniej do sądu trafiły oświadczenia mieszkańców gromady Garbów potwierdzone przez wójta o kulisach napadów na dwory w styczniu 1943 roku, z których jednoznacznie wynikało, że grasująca tam banda miała charakter czysto rabunkowy. W czasie procesu Stefania nadal zachowywała się dzielnie. Na groźne skierowane do niej stwierdzenie prokuratora: "Niech oskarżona szanuje mundur polski" odpowiedziała ciętą ripostą w następujący sposób. Wzięła z obrzydzeniem w dwa palce rękaw siedzącego obok niej Ubeka i zapytała słodko: "Czy to, tę bolszewicką szmatę chciałby Pan żebym uważała za polski mundur?"  Nie przyznawała się do winy. Twierdziła, że Polska powinna być dla Polaków, ubolewała nad stratą Wilna i Lwowa. Jako narodowiec deklarowała wierność swoim ideałom. Wyrok zapadł 10 grudnia 1946 roku. Wojskowy Sąd Rejonowy orzekł karę 8 lat więzienia, utratę praw publicznych i obywatelskich praw honorowych na 2 lata z art. 1 Dekretu o Ochronie Państwa oraz artykułów 225 par. 1 i 191 kk. Uniewinniono ją z zarzutu zabicia partyzantów, gdyż jak wykazało śledztwo, był to napad bandycki (oficjalnie żadnych oddziałów partyzanckich na tym terenie nie było). 
Początkowo Broniewska odbywała karę w więzieniu na warszawskim Mokotowie, a następnie w Fordonie koło Bydgoszczy. 

### Wspomnienia współwięźniarek w z warszawskiego Mokotowa
Z okresu pobytu w więzieniu na Mokotowie pochodzi ciekawe wspomnienie przekazane przez Krystynę Brzewską, która w pewnym okresie dzieliła celę ze Stefanią. Wspomina, że Broniewska także w więzieniu zachowywała się nad wyraz dzielnie i podtrzymywała na duchu współwięźniarki. Była dla nich niekwestionowanym autorytetem. Płatała też różne figle strażnikom, co w tamtych warunkach wydaje się wręcz nieprawdopodobne. Pewnego dnia po przesłuchaniu podała strażnikowi błędny numer celi zamiast własnej. Tam schowała się pod łóżkiem i nie wychodziła. Wiadomość o jej zniknięciu zelektryzowała służbę więzienniczą. Ku uciesze aresztantek przewrócono “do góry nogami” całe więzienie, a Stefania spokojnie leżała w tym czasie ukryta.

### Drugi proces – niejawny i dalszy pobyt w więzieniach
Amnestia z 30.04.1947 r. skróciła jej wyrok do lat czterech. Jednak za odwagę i niezłomną postawę musiała zapłacić dodatkową cenę. W grudniu 1949 roku odbył się kolejny, tym razem niejawny (śródwięzienny) proces Stefanii. Broniewska pomimo próśb na piśmie nie otrzymała adwokata z urzędu na tę rozprawę. Wyrok wyniósł kolejne 10 lat. W uzasadnieniu podano, że jej winą jest, że od końca 1947 roku do października 1949 roku „na terenie więzienia w Fordonie rozpowszechniając fałszywe wiadomości [...] urabiała w psychice słuchaczy nastroje wrogie do obecnego ustroju Państwa Polskiego, czyniąc tam przygotowanie do zmiany przemocą tego ustroju...”. Na nic zdały się liczne prośby o jej ułaskawienie pisane najczęściej pod dyktando adwokata przez najbliższą rodzinę aż do 1955 roku. W jednym z nich z 12.02.1948 r. przedstawiany jest zły stan zdrowia Stefanii, dotkniętej ciężką wadą serca, cierpiącej na rozstrój nerwowy i ropne zapalenie ucha grożące trepanacją czaszki (prawdopodobnie był to ślad po ciężkich pobiciach). Podkreślane w nim było, że dalszy pobyt Stefanii w więzieniu może zakończyć się jej śmiercią. 
Broniewska odsiadywała wyrok w Fordonie pod Bydgoszczą do 1952 roku, w tym 2 lata w izolatce. Następnie przewieziono ją do cięższego więzienia w Inowrocławiu, gdzie również pełne 2 lata spędziła w izolatce.

### Wyjście na wolność
W marcu 1955 roku została zwolniona (warunkowo) w tydzień po przedstawieniu prokuratorowi dokumentów świadczących o śmierci męża Zygmunta Broniewskiego, generała brygady i ostatniego Komendanta Narodowych Sił Zbrojnych. Co ciekawe, Zygmunt Broniewski zmarł 6 lat wcześniej tj. 23 czerwca 1949 roku w Chateau Duran we Francji (dep. Haute Garonne) i tam został pochowany. Na jego grobie umieszczony został napis: „Le General Broniewski Zygmunt - Heros De Resistance Polonaise”.
Stefania Broniewska po opuszczeniu więzienia w Inowrocławiu była już nieuleczalnie chora i zmaltretowana oraz bez środków do życia. Nie dostała nawet prawa do zameldowania w Warszawie, gdzie rodzina mogłaby się nią zaopiekować. Zarobkowała sprzedając „Dzienniczki Ucznia” na ulicach Milanówka i Podkowy Leśnej. Pracowała też fizycznie jako siła przyuczona w Ogrodzie Botanicznym. Później jako przyuczona referentka w Instytucie Jedwabnictwa w Milanówku.

## Miejsce spoczynku

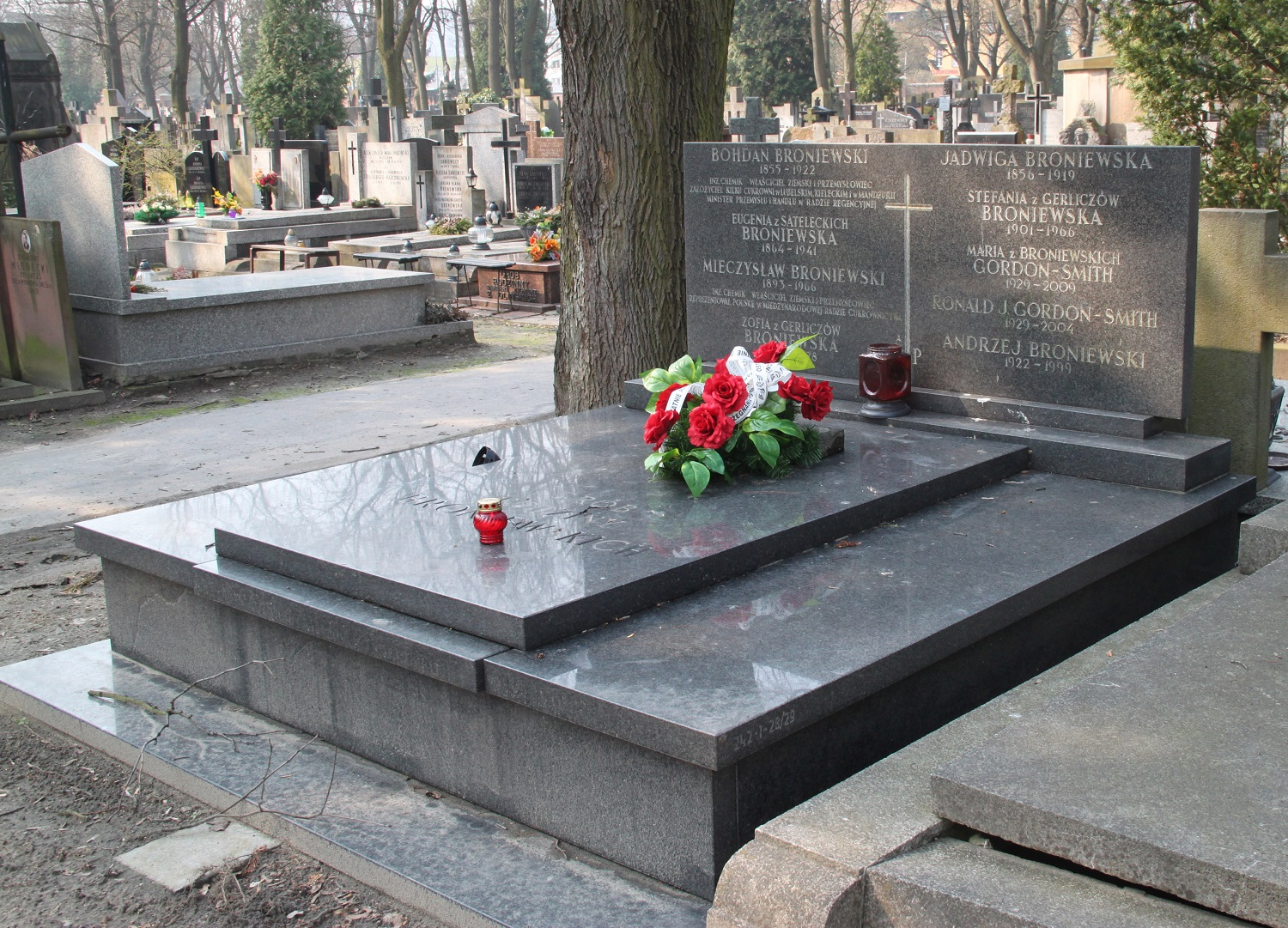
Grób rodziny Broniewskich, Stare Powązki, Warszawa

Zmarła na skutek rozpadowej gruźlicy nabytej w więzieniach 15 października 1966 roku w Podkowie Leśnej. Pochowana została w grobowcu rodzinnym na Starych Powązkach w Warszawie, kw. 242, rząd 1, miejsce 28-29.

## Odznaczenia
- W 1992 roku została pośmiertnie odznaczona Krzyżem Narodowego Czynu Zbrojnego[10].

## Literatura
- Bogdan Broniewski, Poland Adieu. From Privilage to Peril, 2010
- Bogdan Broniewski, Plusieurs vies d un enthousiaste, 2004
- Krzysztof Jasiewicz, Lista strat ziemiaństwa polskiego 1939-1956
- red. Krzysztof Kawęcki, Słownik biograficzny polskiego obozu narodowego. Tom 1
- Krystyna Kersten,The Establishment of Communist Rule in Poland 1943-1945, 1999
- Janina Kiełboń, Janina Leszczyńska, Kobiety Lubelszczyzny - tom 1. Represjonowanie w latach 1944-1956
- Albina Fedorovna Noskova, Alina FitowaNKWD i polskie podziemie 1944-1945: z "teczek specjalnych" Józefa W. Stalina, 1998
- Ryszard Terlecki, Dyktatura zdrady. Polska w 1947 roku, 1991
- Irena Tomalak, Drugi brzeg: wiersze wojenne i więzienne, 1994
- Maria Turlejska, Te pokolenia żałobami czarne..., 1900
- Grzegorz Wąsowski, Leszek Żebrowski, Żołnierze wyklęci. Antykomunistyczne podziemie zbrojne po 1944 roku, 2013
- Zawołać po imieniu: księga kobiet-więźniów politycznych 1944-1958, Tom 1, Opracowanie zbiorowe, 2010